# 楊茂謙
杨茂谦（?—?），唐朝贝州清河县（今河北省清河县）人。
窦怀贞担任清河县令时，非常看重他。应制举入仕，担任左拾遗，出任临洺县令。当时洺州称道杨茂谦与清漳令冯元淑、肥乡令韦景骏，都有政绩。杨茂谦以清廉知名，擢升为秘书郎。时窦怀贞为宰相，多次推荐他，于是历任大理正、御史中丞。唐玄宗开元初年，出任为魏州刺史、河北道按察使，与司马张怀玉是同乡，因为小事互相攻讦，被贬为桂州都督，转任广州都督，病卒。